# Parc de Choisy
Der Parc de Choisy, auch Square de Choisy genannt, ist ein öffentlicher Park im 13. Arrondissement von Paris. Die große Grünfläche im chinesischen Viertel von Paris wurde 1937 eröffnet und umfasst 4,3 Hektar.

## Lage und Namensursprung
Der Park liegt im asiatischen Viertel von Paris zwischen den Straßen Rue du Docteur Magnan, Rue Charles Moureu, Rue George Eastman und der Avenue de Choisy, nach der der Park auch benannt wurde.

## Geschichte
Der Park wurde 1937 auf dem Gelände einer ehemaligen Gasfabrik mit seinen Gasbehältern, die zwischen 1836 und 1930 hier bestand, errichtet.
Bevor man jedoch die Fabrik bauen konnte, mussten die unterirdischen Gänge saniert werden. Außerdem gibt es vier Kreisfundamente, wo die Gasbehälter standen. Eine abbruchreife Treppe auf dem Gelände des Parks ermöglichte den Zugang zu diesen unterirdischen Steinbrüchen; dieser wurde jedoch 2015 für Besucher gesperrt.

## Besonderheiten
In der Nähe der Avenue de Choisy wurde 1939 eine Atlas-Zeder als Freiheitsbaum zum 150-jährigen Jahrestag der Französischen Revolution gepflanzt und wurde zum bemerkenswerten Baum erklärt. Im Jahr 2011 war er 25 m hoch und hatte einen Umfang von 3,50 m. Daran erinnert eine Tafel, die während der deutschen Besatzung entfernt, jedoch nach der Befreiung von Paris am 25. August 1945 wieder angebracht wurde. Gegenüber befindet sich eine Stele, die an den kambodschanischen Völkermord durch die Roten Khmer zwischen 1975 und 1979 erinnert.

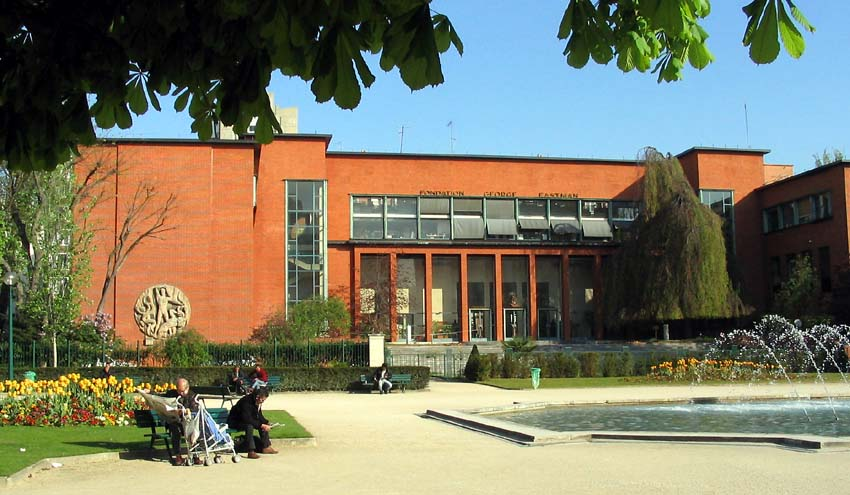
Fondation George-Eastman
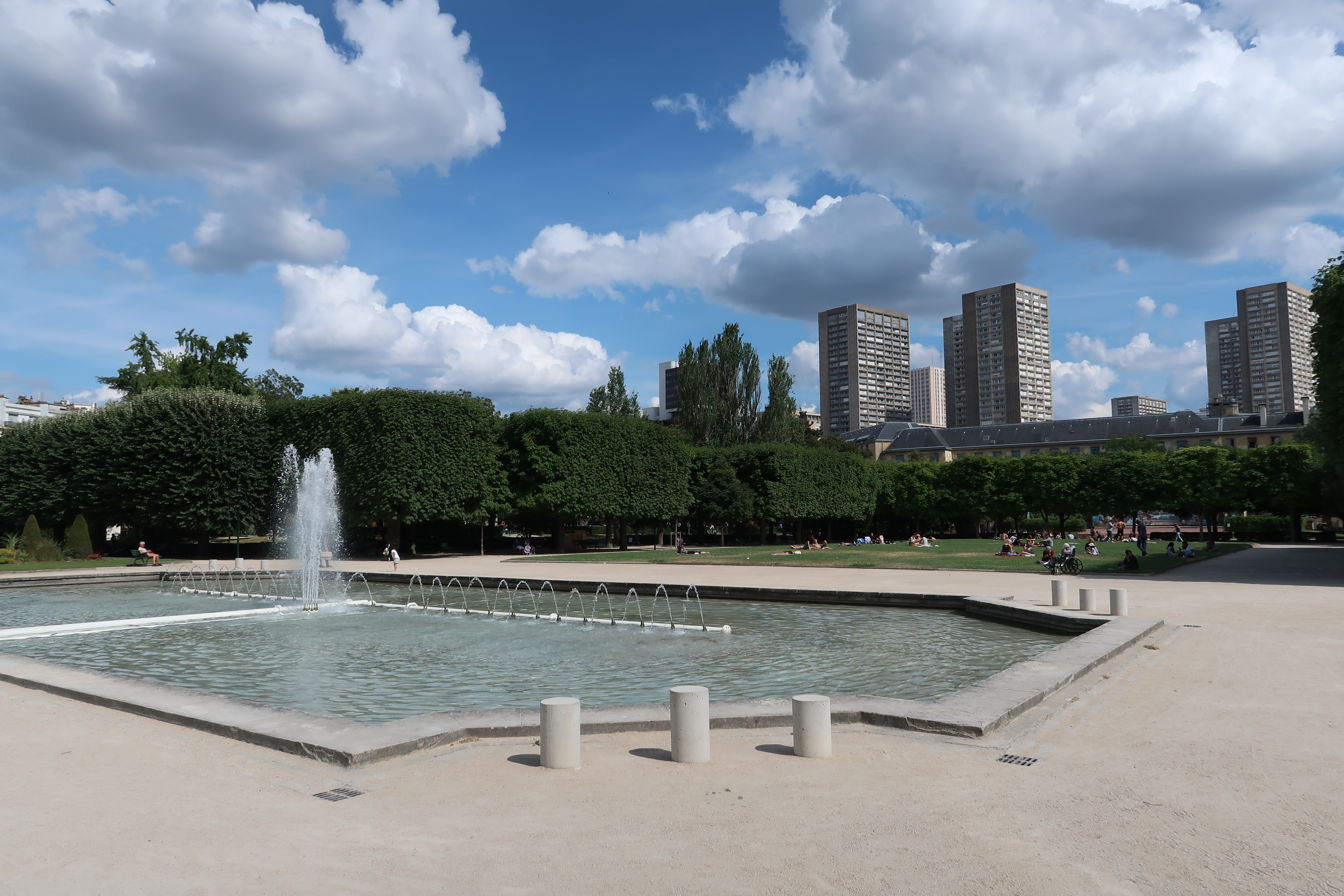
Die Fontäne im Parkzentrum mit dem Lycée Claude-Monet und dem Turm Italie 13 im Hintergrund.

### Anmerkung
1. ↑  Ein fr: arbre remarquable ist in Frankreich ein Baum, der besonders alt ist oder zu einem besonderen Anlass gepflanzt wurde.